# Vine Linux
Vine Linux (Vain Rinakkusu) è una distribuzione giapponese sponsorizzata da VineCaves. È stata una fork di Red Hat Linux 7.2 da Vine Linux 3.0. Il suo sviluppo è iniziato nel 1998 con sei membri del Progetto di espansione giapponese (JPE) ed è stato sviluppato con l'aiuto di molti membri e volontari. La versione sviluppatrice di Vine Linux è un archivio software pubblico in cui tutti gli sviluppatori possono partecipare e partecipare. La maggior parte dei suoi programmi ha il supporto dei caratteri kanji, e naturalmente c'è una tastiera giapponese con la capacità di scrivere hiragana e katakana. Il sistema è caratterizzato dalla velocità e dal supporto per sistemi più vecchi. Durante l'installazione, è possibile scegliere tra due lingue, giapponese e inglese, e quindi passare da una lingua all'altra nel sistema. Vale la pena ricordare anche la durata della batteria relativamente alta se utilizzata in un netbook.